# 第110歩兵連隊 (フランス軍)
第110歩兵連隊（だいひゃくじゅうほへいれんたい、110e régiment d'infanterie：110e RI）は、ドイツ連邦共和国バーデン＝ヴュルテンベルク州ミュルハイムに駐屯していた、ドイツ・フランス合同旅団隷下のフランス陸軍の機械化歩兵連隊である。部隊そのもののルーツは17世紀末のブルボン朝時代にさかのぼるが、2014年6月24日に軍事費削減のため解隊となり、200年以上の歴史にその幕を下ろした。
兵種は歩兵、伝統的区分も歩兵である。

## 沿革
- 1692年：バロイ連隊が誕生する。
- 1772年：ポルトープランス連隊に名称変更。
- 1791年：第110歩兵連隊に名称変更。
- 1794年：フレウルー会戦に参加。第110戦闘准旅団に名称の変更と、部隊規模の拡大がなされる。
- 1799年：第110戦列歩兵准旅団に名称変更。
- 1802年：サン＝ドマング（現在のハイチ）に遠征。
- 1803年：第110戦列歩兵連隊に名称変更。
- 1882年：第110歩兵連隊に名称変更。
- 1914年：第一次世界大戦、西部戦線を転戦する。
- 1940年：ダンケルクの戦いに参加。
- 1964年：第110機械化歩兵連隊に改編。
- 1984年：第110歩兵連隊に改編、名称変更。
- 2014年：軍事費削減により解隊。

## 最新の部隊編成
- 連隊本部
- 本部管理中隊
- 第1中隊 - VAB
- 第2中隊 - VAB
- 第3中隊 - VAB
- 偵察・支援中隊（1個偵察小隊、1個対戦車小隊、1個重迫撃砲小隊含む）
- 管理支援中隊（武器・車両・通信の整備など）

### 定員
- 連隊の人員構成としては、約1,000名からなる。

## 主要装備
- GIAT BM92-G1
- FA-MAS
- FR-F2
- AAT-F1
- AA-52
- 12.7mm重機関銃
- RTF1 120mm迫撃砲
- LLR 81mm迫撃砲
- ERYX
- ミラン
- VAB
- VAL
- P4
- TRM 2000